# Zimno (Ukraina)
Zimno (ukr. Зи́мне) – wieś w rejonie rejonie włodzimierskim obwodu wołyńskiego Ukrainy, siedziba silskiej rady.
Wieś powstała w 1450, liczy obecnie 943 mieszkańców.

## Zabytki
- Monaster Zaśnięcia Matki Bożej – wybudowany w 1495 r. przez ks. Czartoryskich na miejscu rezydencja ruskich książąt. Z rezydencji ocalały dwie kwadratowe murowane baszty, natomiast trzecią przebudowano na dzwonnicę[1]
- wielkie grodzisko wczesnosłowiańskie.